# Climat de San Francisco

Graphique climatique de San Francisco.

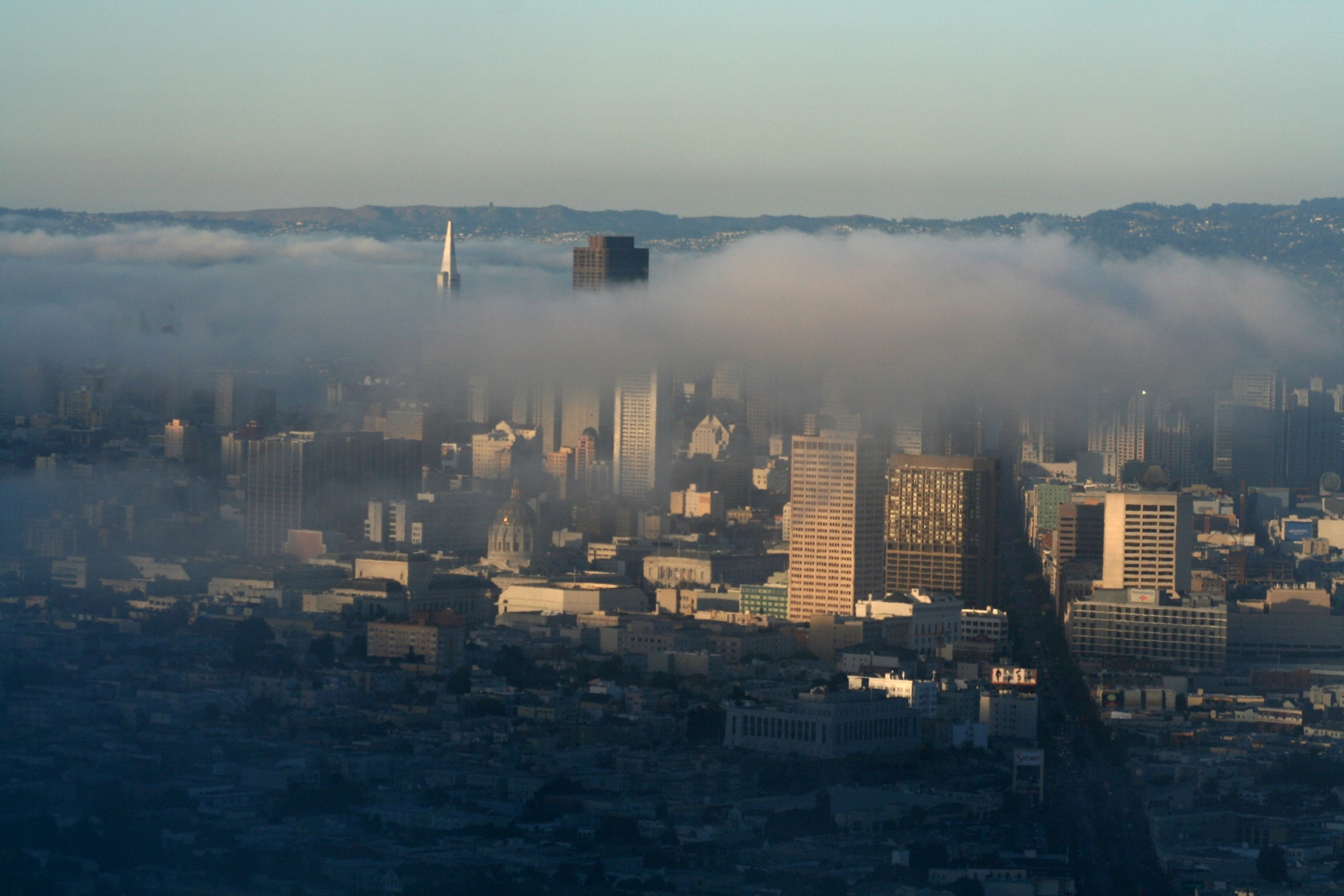
Le fameux brouillard san-franciscain au-dessus du centre-ville.

Le climat de San Francisco est de type supra-méditerranéen. La classification de Köppen le classe avec les codes Csb ou Csc selon la station météorologique choisie.
Ces codes signifient que le climat est tempéré (C), que l'été est sec (s) et qu'il est tempéré (b) ou bien court et frais (c).

## Description
Ce climat est atypique, c'est la raison pour laquelle certains utilisent le terme "climat californien". Il est comparable à celui du Maroc atlantique ou du Chili.
Les hivers sont doux et pluvieux. Le gel et la neige sont des phénomènes rares, voire quasi inexistants.
Les étés sont généralement brumeux, frais et secs et les canicules sont rares. L'été est retardé : il arrive en septembre, lorsque le vent chaud de Santa Ana arrive sur la Californie. Les mois de septembre et octobre sont considérés comme les véritables mois d'été à San Francisco.
La localisation de San Francisco explique l'originalité de son climat : sa position sur le littoral lui donne des caractéristiques particulières. Le courant froid de Californie apporte des perturbations humides en hiver, c'est pourquoi la mer est fraîche toute l'année : les températures sont autour de 10 °C. L'association du courant froid et de la chaleur de la Californie intérieure donne du brouillard. Il dure une centaine de jours dans l'année. Ces basses températures résultent de tous ces facteurs.
La combinaison de l'eau froide océanique et des chaleurs intenses de l'intérieur de la Californie est à l'origine du brouillard caractéristique qui peut couvrir la moitié occidentale de la ville pendant parfois toute la journée en été et au début de l'automne. Le brouillard est moins prononcé dans les quartiers à l'est, à la fin du printemps, et pendant les mois de septembre et d'octobre.
Le relief prononcé et les influences maritimes sont à l'origine d'une multitude de micro-climats qui coexistent au sein même de la ville, et sont généralement plus marqués l'été que l'hiver. Les collines dans le centre de la ville sont responsables de la variation d'environ 20 % des précipitations annuelles enregistrées dans différents endroits de la ville.

## Normales
Selon le lieu choisi pour les informations météorologiques, les valeurs peuvent être différentes.
| Mois                                | jan.  | fév.  | mars  | avril | mai   | juin  | jui.  | août  | sep.  | oct.  | nov.  | déc.  | année   |
| ----------------------------------- | ----- | ----- | ----- | ----- | ----- | ----- | ----- | ----- | ----- | ----- | ----- | ----- | ------- |
| Température minimale moyenne (°C)   | 8,1   | 8,8   | 9,4   | 9,8   | 10,8  | 11,7  | 12,4  | 13,1  | 13,1  | 12,4  | 10,4  | 8,3   | 10,7    |
| Température moyenne (°C)            | 11,5  | 12,6  | 13,3  | 13,8  | 14,6  | 15,7  | 16,1  | 16,8  | 17,4  | 16,9  | 14,2  | 11,6  | 14,5    |
| Température maximale moyenne (°C)   | 14,3  | 15,8  | 16,7  | 17,2  | 17,8  | 19,2  | 19,1  | 19,9  | 21,2  | 21    | 17,6  | 14,4  | 17,8    |
| Ensoleillement (h)                  | 185,9 | 207,7 | 269,1 | 309,3 | 325,1 | 311,4 | 313,3 | 287,4 | 271,4 | 247,1 | 173,4 | 160,6 | 3 061,7 |
| Précipitations (mm)                 | 111,8 | 111   | 80    | 40,6  | 17,8  | 5,1   | 0,3   | 1,5   | 2,5   | 23,9  | 66    | 120,9 | 581,4   |
| Nombre de jours avec précipitations | 11,2  | 10,8  | 10,8  | 6,8   | 4     | 1,6   | 0,7   | 1,1   | 1,2   | 3,5   | 7,9   | 11,6  | 71,2    |
| Nombre de jours avec neige          | 10,3  | 8,2   | 7,5   | 1,2   | 0     | 0     | 0     | 0     | 0     | 0,7   | 6,2   | 10,1  | 44,2    |

| Diagramme climatique                                  |            |           |             |              |             |             |             |             |            |            |              |
| J                                                     | F          | M         | A           | M            | J           | J           | A           | S           | O          | N          | D            |
| 14,38,1111,8                                          | 15,88,8111 | 16,79,480 | 17,29,840,6 | 17,810,817,8 | 19,211,75,1 | 19,112,40,3 | 19,913,11,5 | 21,213,12,5 | 2112,423,9 | 17,610,466 | 14,48,3120,9 |
| Moyennes : • Temp. maxi et mini °C • Précipitation mm |            |           |             |              |             |             |             |             |            |            |              |

| Mois                                | jan. | fév.  | mars | avril | mai  | juin | jui. | août | sep. | oct. | nov. | déc.  | année |
| ----------------------------------- | ---- | ----- | ---- | ----- | ---- | ---- | ---- | ---- | ---- | ---- | ---- | ----- | ----- |
| Température minimale moyenne (°C)   | 6,9  | 7,8   | 8,7  | 9,5   | 10,9 | 12   | 12,9 | 13,6 | 13,3 | 11,9 | 9,2  | 7     | 10,3  |
| Température moyenne (°C)            | 10,7 | 11,9  | 13,1 | 14,1  | 15,5 | 16,9 | 17,8 | 18,3 | 18,5 | 17,2 | 13,6 | 10,8  | 14,8  |
| Température maximale moyenne (°C)   | 14,4 | 16    | 17,4 | 18,7  | 20,2 | 21,9 | 22,6 | 23   | 23,8 | 22,4 | 17,9 | 14,6  | 19,4  |
| Précipitations (mm)                 | 98,8 | 100,6 | 69,3 | 34,5  | 12,2 | 3,6  | 0    | 1    | 1,8  | 20,1 | 51,8 | 105,2 | 498,9 |
| Nombre de jours avec précipitations | 10,9 | 10,8  | 10,3 | 6,2   | 3,3  | 1,2  | 0    | 0,4  | 0,9  | 3,1  | 7,2  | 11,1  | 65,4  |
| Humidité relative (%)               | 78,3 | 75,8  | 73,2 | 70,9  | 71,2 | 71,4 | 73,2 | 74,5 | 71,9 | 71,9 | 74,8 | 77,5  | 73,7  |

| Diagramme climatique                                  |            |             |             |              |           |           |         |             |              |             |            |
| J                                                     | F          | M           | A           | M            | J         | J         | A       | S           | O            | N           | D          |
| 14,46,998,8                                           | 167,8100,6 | 17,48,769,3 | 18,79,534,5 | 20,210,912,2 | 21,9123,6 | 22,612,90 | 2313,61 | 23,813,31,8 | 22,411,920,1 | 17,99,251,8 | 14,67105,2 |
| Moyennes : • Temp. maxi et mini °C • Précipitation mm |            |             |             |              |           |           |         |             |              |             |            |

| Mois                                | jan. | fév. | mars | avril | mai  | juin | jui. | août | sep. | oct. | nov. | déc. | année |
| ----------------------------------- | ---- | ---- | ---- | ----- | ---- | ---- | ---- | ---- | ---- | ---- | ---- | ---- | ----- |
| Température minimale moyenne (°C)   | 7,2  | 7,4  | 7,8  | 8,2   | 9,4  | 10,4 | 11,7 | 12,1 | 11,9 | 10,9 | 8,7  | 6,9  | 9,4   |
| Température moyenne (°C)            | 11,4 | 11,8 | 12,4 | 12,8  | 13,6 | 14,6 | 15,6 | 16,2 | 16,7 | 16,1 | 13,3 | 11   | 13,8  |
| Température maximale moyenne (°C)   | 15,7 | 16,1 | 16,9 | 17,3  | 17,8 | 18,9 | 19,6 | 20,3 | 21,6 | 21,3 | 18   | 15,1 | 18,3  |
| Précipitations (mm)                 | 87,1 | 89,7 | 66   | 32    | 10,7 | 2,5  | 0,5  | 1    | 2,3  | 23,6 | 45   | 73,9 | 434,3 |
| Nombre de jours avec précipitations | 10,7 | 11,5 | 10,1 | 7     | 3,9  | 3,1  | 1,1  | 2    | 1,5  | 4,2  | 7,7  | 10,3 | 73,1  |

| Diagramme climatique                                  |             |           |           |             |             |             |           |             |              |         |             |
| J                                                     | F           | M         | A         | M           | J           | J           | A         | S           | O            | N       | D           |
| 15,77,287,1                                           | 16,17,489,7 | 16,97,866 | 17,38,232 | 17,89,410,7 | 18,910,42,5 | 19,611,70,5 | 20,312,11 | 21,611,92,3 | 21,310,923,6 | 188,745 | 15,16,973,9 |
| Moyennes : • Temp. maxi et mini °C • Précipitation mm |             |           |           |             |             |             |           |             |              |         |             |

Avec ces informations, l'été serait plutôt tempéré (Köppen :  Csb) car les températures moyennes sont supérieures à 10 °C pour au moins 4 mois.

### Températures
Janvier est le mois le plus froid de l'année avec 11,2 °C de moyenne, même si San Francisco possède un hiver très doux contrairement à la globalité du pays.
Septembre est le mois le plus chaud avec 17,5 °C de moyenne.
La faiblesse de l'amplitude thermique rapproche le climat de San Francisco d'un climat océanique.

### Précipitations
La moyenne des précipitations annuelles s'élève à 600,2 mm, dont environ 85 % tombent de novembre à mars. Décembre est le mois le plus humide avec environ 115,8 mm de pluie. Ce total des pluies et la période de sécheresse estivale (les précipitations sont nulles en juillet) font que le climat est considéré comme méditerranéen.
Le contraste saison sèche / saison humide est plus important que le contraste saison froide / saison chaude à San Francisco : l'amplitude des précipitations est en moyenne de 115,8 mm contre seulement 6,3 °C d'amplitude thermique.

### Ensoleillement
À San Francisco, l'ensoleillement est en moyenne de 3 061,7 h/an.

## Records
| Mois                                  | jan.    | fév.    | mars    | avril   | mai     | juin    | jui.    | août    | sep.    | oct.    | nov.    | déc.    | année   |
| ------------------------------------- | ------- | ------- | ------- | ------- | ------- | ------- | ------- | ------- | ------- | ------- | ------- | ------- | ------- |
| Record de froid (°C) date du record   | −2 1888 | −1 1989 | 1 1896  | 4 1999  | 6 1906  | 8 1917  | 8 1953  | 8 1903  | 8 1900  | 6 1935  | 3 1919  | −3 1932 | −3 1932 |
| Record de chaleur (°C) date du record | 26 1962 | 27 1986 | 31 2005 | 34 1989 | 36 2008 | 39 2000 | 37 1931 | 37 2010 | 41 2017 | 39 1987 | 30 1966 | 24 1958 | 41 2017 |

| Mois                                  | jan.    | fév.    | mars    | avril   | mai     | juin    | jui.    | août    | sep.    | oct.    | nov.    | déc.    | année   |
| ------------------------------------- | ------- | ------- | ------- | ------- | ------- | ------- | ------- | ------- | ------- | ------- | ------- | ------- | ------- |
| Record de froid (°C) date du record   | −3 1949 | −1 1950 | −1 1966 | 2 1955  | 4 1950  | 5 1954  | 7 1951  | 7 1955  | 5 1950  | 3 1949  | −1 1954 | −4 1972 | −4 1972 |
| Record de chaleur (°C) date du record | 23 2021 | 25 1986 | 29 1952 | 33 1989 | 36 1984 | 41 1961 | 37 1985 | 37 2020 | 40 2017 | 37 1987 | 29 1967 | 24 1958 | 41 1961 |

| Mois                                  | jan.    | fév.    | mars    | avril   | mai     | juin    | jui.    | août    | sep.    | oct.    | nov.    | déc.    | année           |
| ------------------------------------- | ------- | ------- | ------- | ------- | ------- | ------- | ------- | ------- | ------- | ------- | ------- | ------- | --------------- |
| Record de froid (°C) date du record   | −6 1949 | −3 1949 | 0 1976  | 2 1976  | 2 1942  | 5 1942  | 6 1953  | 7 1956  | 5 1942  | 2 1942  | −1 1941 | −7 1990 | −7 1990         |
| Record de chaleur (°C) date du record | 32 1942 | 30 1995 | 31 2015 | 34 1981 | 35 1976 | 36 1993 | 36 1988 | 36 1993 | 40 2017 | 40 1987 | 35 1956 | 32 1958 | 40 2017 et 1987 |

Avec cette station météorologique, le record de froid est de −3 °C et le record de chaleur est de 39 °C.